# Ciclisme als Jocs Olímpics d'Estiu de 1976
Als Jocs Olímpics d'Estiu de 1976 celebrats a la ciutat de Mont-real (Canadà) es disputaren 6 proves de ciclisme, totes elles en categoria masculina. Aquestes proves es dividiren en dues de ciclisme en ruta, formades per una contrarellotge individual i una contrarellotge per equips, i en quatre proves de ciclisme en pista. En aquesta edició s'eliminà la prova de tàndem que havia estat en el programa olímpic des de 1908.
La competició se celebrà entre els dies 18 i 24 de juliol de 1976 al Velòdrom Olímpic de Mont-real, situat al costat de l'Estadi Olímpic de Mont-real. Hi participaren un total de 295 ciclistes de 49 comitès nacionals diferents.

## Resum de medalles

### Ciclisma en ruta
| Prova                             | Or                                                                                   | Argent                                                                             | Bronze                                                            |
| Ruta Detalls                      | Bernt Johansson                                                                      | Giuseppe Martinelli                                                                | Mieczysław Nowicki                                                |
| Contrarellotge per equips Detalls | Unió SovièticaAavo Pikkuus · Valery Chaplygin · Anatoly Chukanov · Vladimir Kaminsky | PolòniaRyszard Szurkowski · Tadeusz Mytnik · Mieczysław Nowicki · Stanisław Szozda | DinamarcaJørn Lund · Verner Blaudzun · Gert Frank · Jørgen Hansen |

### Ciclisma en pista
| Prova                             | Or                                                              | Argent                                                                             | Bronze                                                              |
| Quilòmetre contrarellotge Detalls | Klaus-Jürgen Grünke                                             | Michel Vaarten                                                                     | Niels Fredborg                                                      |
| Velocitat individual Detalls      | Anton Tkáč                                                      | Daniel Morelon                                                                     | Jürgen Geschke                                                      |
| Persecució individual Detalls     | Gregor Braun                                                    | Herman Ponsteen                                                                    | Thomas Huschke                                                      |
| Persecució per equips Detalls     | RFAPeter Vonhof · Gregor Braun · Hans Lutz · Günther Schumacher | Unió SovièticaViktor Sokolov · Vladimir Osokin · Aleksandr Perov · Vitaly Petrakov | Regne UnitIan Hallam · Ian Banbury · Michael Bennett · Robin Croker |

## Medaller
| Posició | País           | Or | Argent | Bronze | Total |
| 1       | RFA            | 2  | 0      | 0      | 2     |
| 2       | Unió Soviètica | 1  | 1      | 0      | 2     |
| 3       | RDA            | 1  | 0      | 2      | 3     |
| 4       | Suècia         | 1  | 0      | 0      | 1     |
| 4       | Txecoslovàquia | 1  | 0      | 0      | 1     |
| 6       | Polònia        | 0  | 1      | 1      | 2     |
| 7       | Bèlgica        | 0  | 1      | 0      | 1     |
| 7       | França         | 0  | 1      | 0      | 1     |
| 7       | Itàlia         | 0  | 1      | 0      | 1     |
| 7       | Països Baixos  | 0  | 1      | 0      | 1     |
| 11      | Dinamarca      | 0  | 0      | 2      | 2     |
| 12      | Regne Unit     | 0  | 0      | 1      | 1     |